# Rio Capivari (Jaguariaíva)
O rio Capivari é um curso de água que banha a cidade de Jaguariaíva, no estado do Paraná. Tem sua foz no Rio Jaguariaíva, a cuja bacia pertence.
Constitui-se importante ponto turístico e de lazer na cidade de Jaguariaíva, onde forma o Parque Linear do Rio Capivari.
Sua etimologia do tupi significa de "rio da capivara", e mesmo nos dias atuais o roedor pode ser visto em suas margens.
Com as fortes chuvas ocorridas em janeiro de 2010 o rio transbordou, inundando partes da cidade. As imagens do desabamento de uma casa deram repercussão nacional ao rio, no dia 30 daquele mês.